# 黛螺顶
黛螺顶、又称大螺顶、青峰顶、佛顶庵，是五台山的一座著名古刹，位于山西省忻州市五台山风景名胜区台怀镇东侧清水河旁，杨林村营坊自然村东，东台顶延伸下来的一个山峰，垂直高度400米。汉族地区佛教全国重点寺院之一。 

## 历史
黛螺顶始建于唐代。唐代僧人释法念在青峰顶修行，建佛顶庵，在千年不老松下修禅悟道。明朝成化年间，万历年间重修。清乾隆十五年（1750年），改名大螺顶。至乾隆五十一年（1786年），确定为现用名黛螺顶，“供养五台曼殊像”。

## 建筑
黛螺顶坐东向西，占地面积近27000平方米，殿堂50余间，布局严谨，沿中轴线由西向东依次为牌楼、天王殿、旃檀殿、五方文殊殿和大雄宝殿。
至黛螺顶前有大智路，其以1080级青石台阶辅成，之后就可看到黛螺顶的牌楼、石狮和山门。
- 天王殿：又名山门殿，面宽三间，单檐硬山顶，供奉弥陀菩萨，后面是韦驮菩萨，左右为四大天王。门联：“登螺顶仰观天空眼界自阔，临宝地俯览台怀胸襟更宽。”后门联：“证如来地合掌度生演大乘，现将军身持杵降魔护正法。”

- 旃檀殿：六角重檐攒尖顶，外观两层，匾额“调御大夫”，殿内供奉站立的旃檀佛。旃檀殿外围为十六幅佛经故事画、殿内四周为16幅上党堆锦。系2004年住持昌善法师新添。前门门联：“一风吹树如雷吼实乃清凉境界，四季美禽演妙音真似极乐天宫。”后门门联：“旃座拥祥云宝像庄严来净域，檀林施法雨慈悲普度出迷津。”

- 五方文殊殿：黛螺顶的主殿，面宽16.5米，进深11米，单檐歇山顶。内供五方文殊（东台顶的聪明文殊；西台顶的狮子吼文殊；南台顶的智慧文殊；北台顶的无垢文殊；中台顶的孺童文殊，一并合塑于该殿），高约2米[4]。门联：“九品莲花狮吼象鸣登螺顶，五尊金像龙吟虎啸坐青峰。我此道场一万菩萨常围绕，愿尔贤哲五台圣境唯至诚。”，殿后联：“现智慧法身多方济度，作广大教主随处津梁。清凉宝山时时文殊真身示现，震旦灵峰处处诸佛云集说法。”。殿前左侧乾隆登黛螺顶“小朝台”御碑，题诗“峦回谷抱自重重，螺顶左邻据别峰。云栈屈盘历霄汉，花宫独涌现芙蓉。窗前东海初升日，阶下千年不老松。供养五台曼殊像，阇黎疑未识真宗。”

- 大雄宝殿：面阔五间，19.2米，进深9.6米，歇山顶。门联：“山青云白随处可通觉路，松风花语此地尽是禅机。净土清幽一尘不到菩提地，禅关寂静万善同归般若门。”

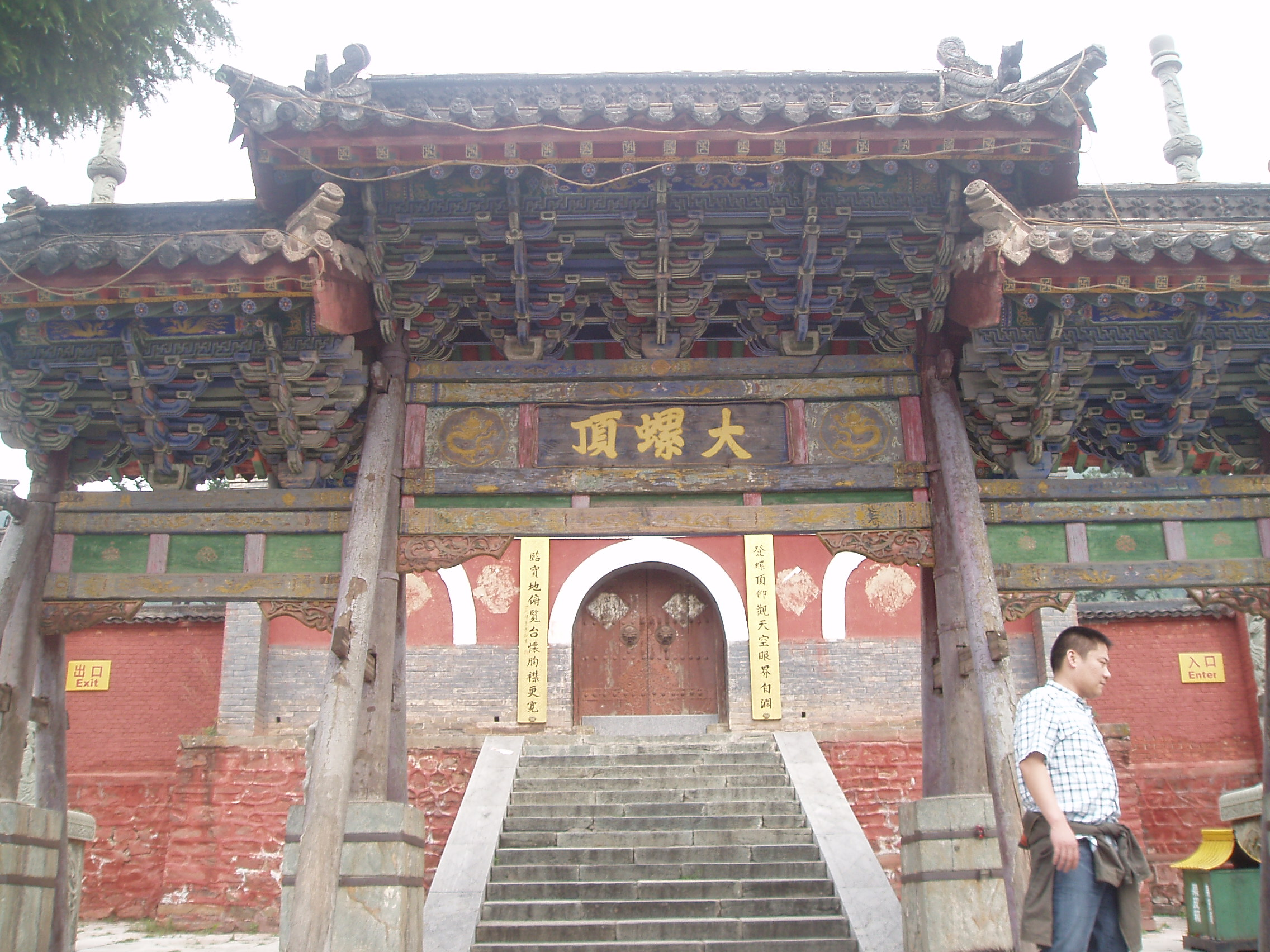
牌坊
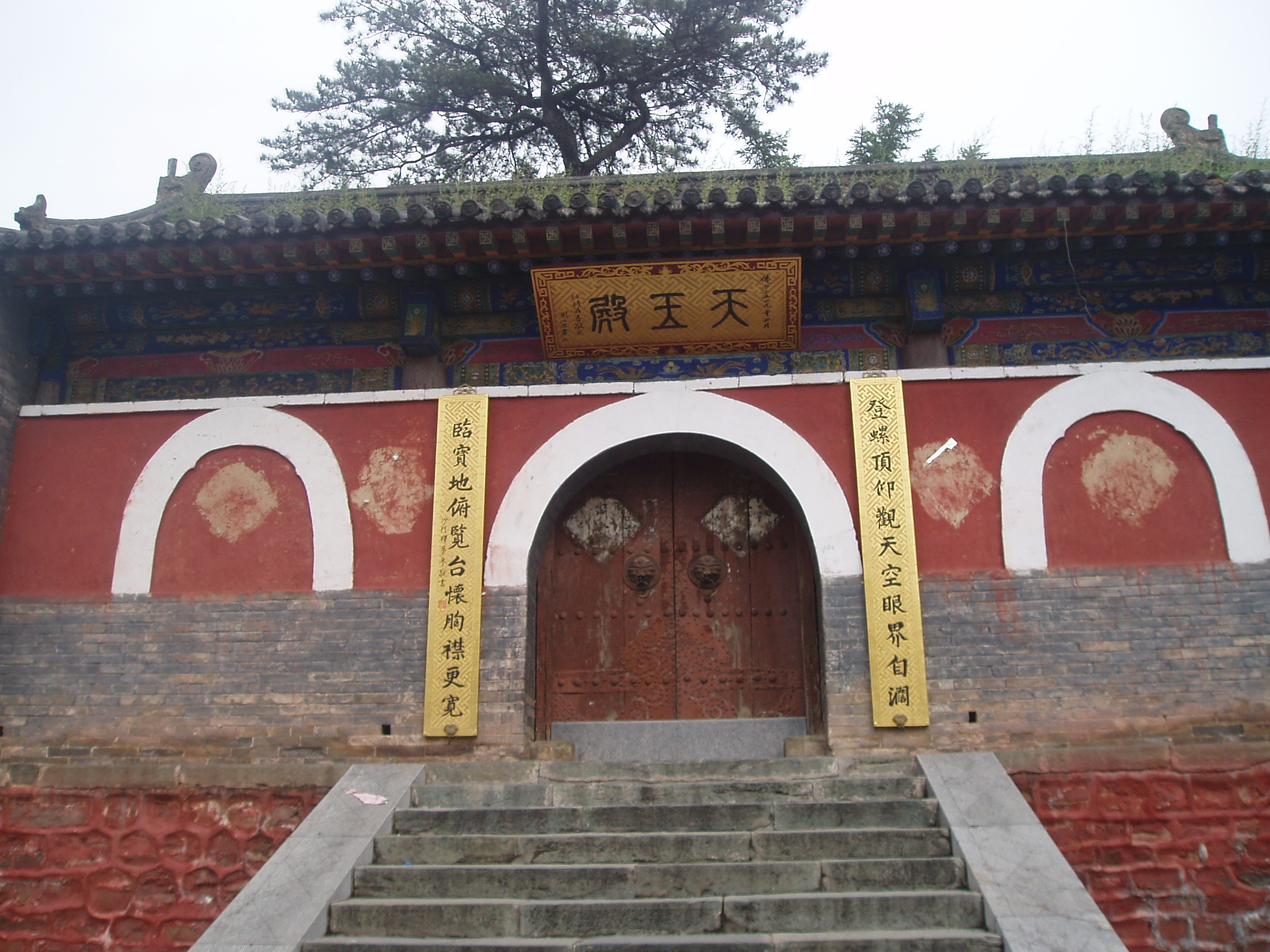
天王殿
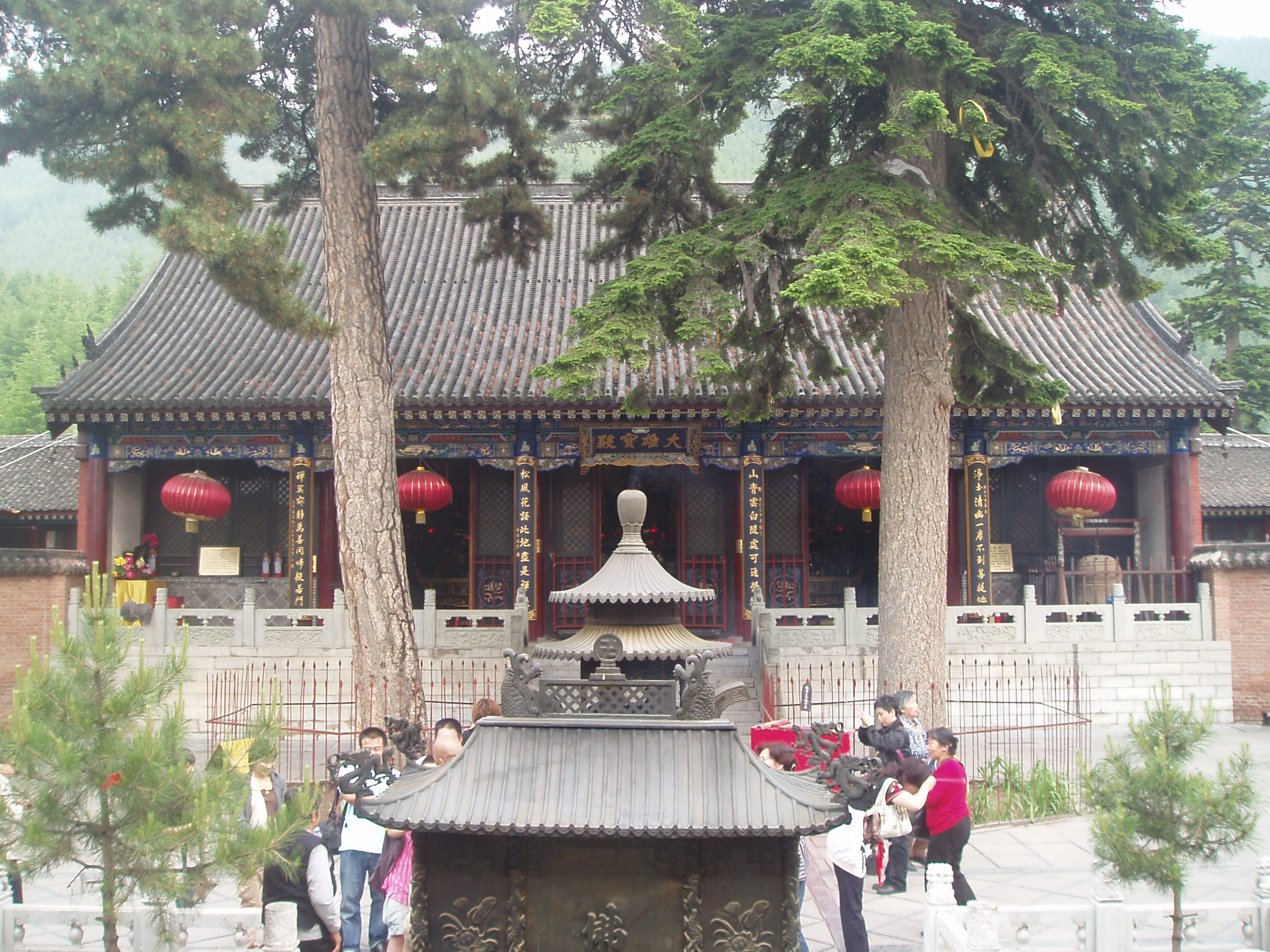
大雄宝殿
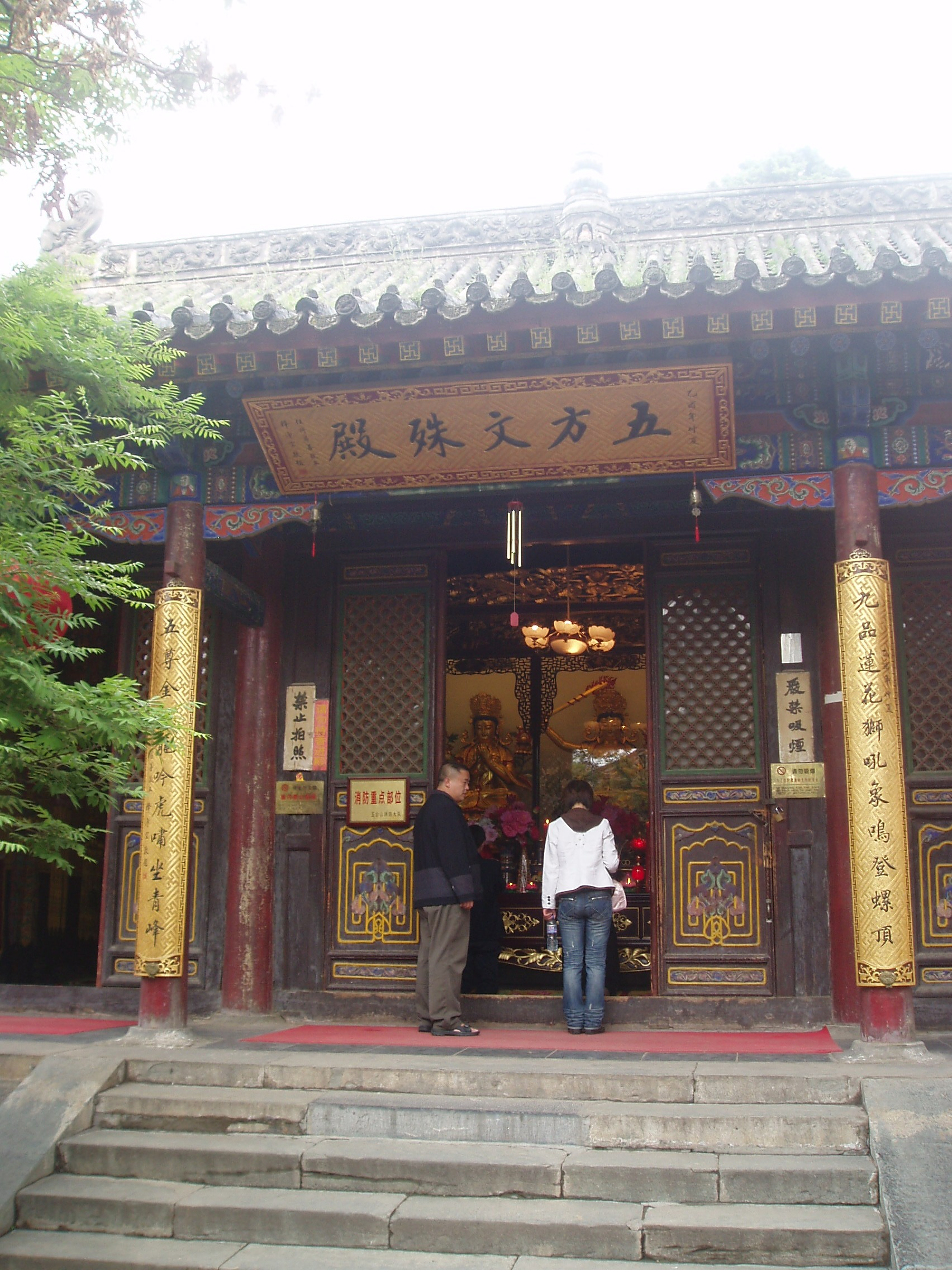
五方文殊殿

## 交通
黛螺顶垂直高度400米，攀登有右侧（南）大智路和左侧（北）古道，以及空中索道。大智路由台湾高雄宏法寺住持开证法师捐款，修于1991年，长108米，宽2.2米，青石铺成，共有1080级台阶，路较近而陡峭。古道较远，而坡度舒缓。空中索道建于1995年8月，坐缆车需要付费。

## 保护
1988年7月，黛螺顶公布为县级文物保护单位。 2022年5月11日，五台山黛螺顶公布为第三批忻州市文物保护单位，编号3-47。